# Artur Roman
Artur Alberto de Oliveira Roman (Paranavaí, 09 de outubro de 1985), mais conhecido como Artur Roman, é um cantor, compositor, instrumentista, arranjador e produtor brasileiro. Artur Roman é compositor, cantor, instrumentista, arranjador e produtor. Vem de uma família musical, com quem aprendeu a cantar e formou sua base de referências e influências. Envolvido com música desde criança, atualmente Artur faz parte das bandas Esperanza (antiga Sabonetes), Naked Girls & Aeroplanes, Colligere e Caixa Forte. Desde 2004, trabalha com produção e gravação de bandas e trilha sonora para televisão, cinema e publicidade. Com seus projetos, já participou de importantes festivais como Rock In Rio, SWU, Lupaluna, Mada etc. E Dividiu palco com importantes nomes da música brasileira como Skank, Nando Reis, Jota Quest, Pitty, etc.

## Discografia

### Disco Incandescente, 2012 (Independente)

#### DVDs
- Sabonetes
- Cachorro Grande
- Lobão e Martin e Eduardo no Circo Voador